# 서울역사박물관
서울역사박물관(서울歷史博物館, Seoul Museum of History)은 선사 시대부터 현대까지 서울특별시의 역사와 문화를 정리하여 보여 주는 도시역사박물관으로, 주로 조선 중기 이후부터 20세기말까지의 자료와 전시물로 구성되어 있다. 2002년 5월 21일 개관하였다. 관장은 지방학예연구관으로 보하되, 지방임기제공무원으로 보할 수 있다.
서울역사박물관은 사라져 가는 문화유산을 수집·보존·연구·전시·교육을 통해 서울의 역사와 문화에 대한 이해를 심화시키고, 시민들의 문화적 정체성을 확립시키는 서울의 대표적인 문화기관으로, 한성백제와 조선왕조의 수도로서 정치·경제·사회·문화의 중심으로 발전해온 서울의 지리와 인문, 역사에 중점을 두고 박물관을 개관하고 있다.
들어가는 문 앞에 광화문이 박정희 대통령 재임 시절 경복궁 복원으로 콘크리트로 지어졌는데 그때 철거한 것을 건물 앞에 전시하고 있다.

## 설치 근거 및 소관 사무

### 설치 근거
- 「서울특별시 행정기구 설치조례」 제77조제1항[2]

### 소관 사무
- 서울역사박물관의 운영·관리에 관한 사항
- 서울역사박물관 자료의 수집·보존·전시 및 조사·연구
- 전시유물의 조사·보존 및 관리에 관한 사항

## 연혁
- 1997년 4월 21일: 서울특별시립박물관 설치.[3]
- 2001년 9월 29일: 서울역사박물관으로 개편.[4]
- 2008년 12월 24일: 책임운영기관으로 지정.[5]

## 상설전시
- 1존 (조선시대의 서울): 조선 건국 후 한양 정도부터 개항 이전까지 조선시대의 서울을 보여주는 공간.
- 2존 (개항, 대한제국기의 서울): 서울에 불기 시작한 변화의 새 바람을 돌아보는 공간.
- 3존 (일제 강점기의 서울): 1910년 일본에 강제로 병합된 이후 암울했던 식민도시 경성을 돌아보는 공간.
- 4존 (고도성장기 서울): 해방 이후 서울의 비약적인 성장과 변화를 돌아보는 공간.
- 특별관: 3층과 4층 사이의 중층에, 대형 도시모형전시관이 마련되어 있다.

## 시설
- 교육실: 다양한 대상과 연령별 교육프로그램 운영
- 강당 및 시청각실: 학술대회, 심포지움, 워크숍 등 개최
- 문화정보센터: 서울의 역사·문화관련 도서 및 영상물 열람 가능
- 뮤지엄 카페 및 샵: 박물관 간행물을 비롯하여 다양하고 특색있는 문화상품 판매
- 중정휴게소: 박물관 단체 이용자들에게 식사장소 및 휴식공간 제공

### 분관
- 경희궁
- 경교장
- 백인제가옥
- 청계천박물관
- 한양도성박물관
- 동대문역사관·운동장기념관
- 돈의문역사관
- 공평도시유적전시관
- 서울생활사박물관
- 딜쿠샤
- 군기시유적전시실

### 관장
- 경영지원부[6]
- 학예연구부[7]
- 한양도성연구소[7]
- 청계천박물관[8]
- 서울생활사박물관

## 보유 문화재

### 서울특별시 유형문화재
- 제137호 십장생도
- 제138호 친림광화문내근정전정시시도
- 제139호 삼국지연의도
- 제142호 흥선대원군이하응필묵란도
- 제143호 진관사 소 삼존불상(석가불,미륵보살,제화갈라보살)
- 제152호 청화백자산수인물문병
- 제153호 청화백자성새산수문병
- 제154호 청화백자매화절지문필통
- 제155호 청화백자운룡문병
- 제156호 백자대병
- 제157호 백자양각시문병
- 제158호 백자장군
- 제159호 양온명수이도기편호
- 제162호 금동보살좌상
- 제163호 간평의
- 제164호 간평의
- 제165호 조선본천하여지도
- 제167호 전송림사출토청동불구일괄
- 제168호 금동불좌상(아미타불)
- 제169호 송시열상
- 제170호 전이한철필어해도병
- 제172호 을축갑회도
- 제173호 경수연도
- 제174호 태학계첩
- 제175호 경현당어제어필화재첩
- 제176호 기성도병
- 제177호 관서명승도첩
- 제178호 두씨통전
- 제179호 지장보살본원경
- 제180호 번역명의집권1~3
- 제181호 자치통감강목권16
- 제182호 성북동포백훈조계완문절목
- 제183호 원조정본농상집요권5~7
- 제193호 류홍영정
- 제221호 유순정초상
- 제272호 백자청화칠보수복문호
- 제273호 백자상감연리지문병
- 제274호 백자청화화훼문병
- 제275호 백자호
- 제276호 백자동화원형문각호
- 제277호 백자청화산수인물문사각병
- 제278호 백자청화화분문호
- 제297호 도성대지도
- 제298호 수선총도
- 제299호 망우동지
- 제300호 훈도방주자동지
- 제301호 북한지
- 제312호 백자‘동묘치성병’명병
- 제314호 백자청화산수문호
- 제316호 홍재전서
- 제317호 인천안목 권상
- 제318호 수륙무차평등재의촬요

## 서울역사박물관 국제심포지엄
2002년부터 매년 국내외 도시역사박물관 관련 전문가들을 초청하여 학술교류의 장을 마련함으로써 국제문화교류 및 협력을 활성화하고 있다. 도시역사박물관의 역할과 발전방향, 전시, 평생교육, 박물관정책, 조사연구 등 다양한 주제로 세계 각국의 전문가들과 박물관 문화교류를 논의하고 시민과 함께 나누는 기회를 만들고 있다.

## 논란

### 문화재 훼손 우려
서울역사박물관이 있는 자리는 본디 종로구 신문로2가 소재 경희궁에 속한 건물이 있던 자리로, 박물관의 부지가 이 곳으로 결정되자 문화재의 훼손에 대한 우려를 낳았으며, 이후 우려가 현실이 되며 크나큰 논쟁을 불러일으켰다.

### 시정 홍보
박물관 1층 로비 왼쪽에는 실제 크기의 400분의 1로 축소한 '세빛둥둥섬' 모형물이 반포대교 무지개분수와 함께 관람객을 맞이하고 있다. 세빛둥둥섬은 오세훈 서울시장의 핵심 사업인 '한강르네상스 사업' 중 하나로, 최근 감사원이 민간사업자에 대한 서울시의 특혜성 지원을 문제 삼은 곳이다. 오른편에는 아직 완공되지도 않은 '세운 초록띠 광장'의 모형물이 가로 1m 60cm, 세로 90cm의 유리상자에 전시돼 있었다. 안내표시문에는 "2015년에 전체 구간이 완공되면…"이라는 설명도 곁들여졌다.

## 같이 보기
- 서울특별시의 역사
- 한국의 역사
- 서울특별시의 박물관과 미술관 목록
- 대한민국의 박물관과 미술관 목록